# Stara Kapela (żupania brodzko-posawska)
Stara Kapela – wieś w Chorwacji, w żupanii brodzko-posawskiej, w gminie Nova Kapela. W 2011 roku liczyła 15 mieszkańców.